# Свети Кастул (18. децембар)
Свети Кастул (лат. Castulus) је хришћански светитељи и мученик. Био је царски великодостојник на двору цара Диоклецијана и тајни хришћанин. Код њега на двору су се крили хришћански светитељи Маркелин и Марко, оца њихов Транквилин и Свети Севастијан. Код њега на двору су се крили пошто нико није сумњао да би хришћани могли да живе у царским палатама.
Један лажни хришћанин Торкват је издао Кастула, заједно са још бројним хришћанима. Ухваћен је и три пута је испитиван и исто толико пута мучен. На крају је бачен у јаму и жив сахрањен.
Био је ожењен женом Ирином, која је лечила Светог Севастијана након мучења.
Српска православна црква слави га 18. децембра по црквеном, а 31. децембра по грегоријанском календару.